# Only U (sång av Ashanti)
"Only U" är en låt framförd av den amerikanska R&B-sångerskan Ashanti, skriven av henne själv, Selan Lerner, Irv Gotti, Jerry Barnes, 7 Aurelius och komponerad av 7 Aurelius till Ashantis tredje studioalbum Concrete Rose (2004).
"Only U" är en midtempolåt som hämtar inspiration från rockmusik. Låten utgörs av en distinkt elgitarrsampling och Ashantis "honungslena" sång. Spåret återanvänder Club Nouveaus låt "Why You Treat Me So Bad" från 1986. I refrängen sjunger framföraren; "Only you can make me feel/And only you can take me there/And only you can make me feel/And only you can take me there". "Only U" gavs ut som den ledande singeln från Ashantis skiva den 14 oktober 2004. Singeln nådde sin topposition, en 13:e plats, på den amerikanska singellistan Billboard Hot 100 i januari år 2005. På USA:s R&B-lista blev låten en topp-tio hit. Internationellt blev "Only U" en av Ashantis framgångsrikaste singlar hittills i karriären. Låten nådde en andraplats på Storbritanniens UK Singles Chart och en fjärdeplats på Irlands singellista vilket blev hennes framgångsrikaste singel i båda länderna.
Musikvideon regisserades av Hype Williams och filmades under en period på fyra dagar i Mexico City och Vancuver. Williams avslöjade i en intervju att han aldrig hade gjort en liknande video. Ashanti ses bära över trettio olika utstyrslar i videon.

## Format och innehållsförteckning
| - Brittisk CD-singel (1) 1. "Only U" 2. "Turn It Up" (featuring Ja Rule) 3. "Spend the Night" | - Brittisk CD-singel (2) 1. "Only U" 2. "Turn It Up" (featuring Ja Rule) 3. "Only U" (Kelly G's Club Mix) 4. "Only U" (Video) |

## Topplistor
| Lista (2005)                                               | Topp position |
| ---------------------------------------------------------- | ------------- |
| Australiens ARIA Charts                                    | 23            |
| Österrikes Ö3 Austria Top 40                               | 29            |
| Belgiens Ultratop 50 (Flanders)                            | 16            |
| Belgiens Ultratop 40 (Wallonia)                            | 22            |
| Hollands Dutch Top 40                                      | 17            |
| Europeiska European Hot 100 Singles                        | 3             |
| Frankrikes Syndicat National de l'Édition Phonographique   | 32            |
| Tysklands Media Control Charts                             | 12            |
| Irlands Irish Singles Chart                                | 4             |
| Nya Zeelands Recording Industry Association of New Zealand | 14            |
| Sveriges Sverigetopplistan                                 | 43            |
| Schweiz singellista                                        | 12            |
| Storbritanniens UK Singles Chart                           | 2             |
| Amerikanska Billboard Hot 100                              | 13            |
| Amerikanska Billboard Hot R&B/Hip-Hop Songs                | 10            |